# Pere Borrell del Caso
Pere Borrell del Caso (Puigcerdà, la Cerdanya, circa 13 de desembre de 1835 – Barcelona, 16 de maig del 1910) fou un pintor català.
El seu pare, mort el 1849, era ebenista i va ensenyar l'ofici al seu fill, que va exercir-lo quan s'instal·là a Barcelona, per tal de poder pagar-se els estudis a l'Escola de Belles Arts. El 30 de maig de 1873 va casar-se a la basílica de Santa Maria del Pi de Barcelona amb la seva deixebla Teresa Pla i Villalonga.
Tot i que establert a Barcelona, mantingué sempre la casa de Puigcerdà i esdevingué el gran pintor de la Cerdanya. Exponent militant del realisme, va tenir sempre, a part de la seva faceta de creador, una forta dimensió docent, que practicà a Barcelona des de la seva acadèmia particular. Va participar en nombroses exposicions col·lectives, singularment a Barcelona, però també a Madrid i a París. Gran retratista, sobri i directe, conreà també el paisatge, especialment de la Cerdanya, tot i que també va fer obra religiosa i costumista. És mundialment conegut pel seu quadre Fugint de la crítica (Madrid, col·lecció del Banco de España), magnífic exponent de trompe-l'oeil.
Entre els seus deixebles, als quals inculcà les excel·lències del realisme, figuren Romà Ribera, Joan Ferrer i Miró, Adrià Gual, Josep Maria Sert, Marià Pidelaserra, Pere Ysern, Xavier Nogués, i els seus mateixos fills Ramon i Juli Borrell i Pla. El seu net Pere Borrell Bertran també fou pintor.
A la seva vila natal hi té dedicat un carrer, concretament l'Avinguda Pere Borrell, que voreja l'estany de Puigcerdà i el Parc Schierbeck.

## Biografia
Pere Borrell del Caso, nascut el 13 de desembre de 1835 a Puigcerdà, Espanya, va ser fill de Francesc Borrell i Borrell, fuster i zelador forestal. Aquest, però, va morir per una patrulla de matiners en Ribes mentre liderava la brigada de la Cerdanya en 1849, fet que va marcar la infància de l'artista.
A l'edat de vint-i-un anys, es va establir a Barcelona. Va treballar com a ebenista, ofici après del seu pare, per a costejar-se els seus estudis a l'Escola de Belles Arts de Barcelona, on va estar matriculat fins a 1863. Durant el seu temps a l'escola, va ser alumne de Claudi Lorenzale, Lluís Rigalt i possiblement de l'influent preceptista Pau Milà i Fontanals. No obstant això, va rebutjar tant l'estètica romàntica com el mètode oficial de còpia de làmines, mostrant una clara inclinació cap al realisme.
En 1868, va fundar una acadèmia privada a Barcelona, on va aplicar els seus propis mètodes pedagògics basats en l'observació i reproducció d'objectes reals, en contraposició als mètodes convencionals de l'Escola de Belles Arts. El maig de 1873, durant el període republicà, va contreure matrimoni amb Teresa Pla Villalonga (antiga alumna seva) a Barcelona. D'aquesta unió van néixer deu fills, sent quatre d'ells (Maria, Ramon, Juli i Salvador) pintors.
En 1897, Pere Borrell del Caso al costat del pintor Francesc Guasch i Homs, va establir la Societat de Belles Arts a Barcelona. Malgrat que va ser aprobada oficialment, aquesta iniciativa no va aconseguir consolidar-se. En el mateix període, tant Duran i Bas, rector de la Universitat, com Antonio Caba, director de l'Escola de Belles Arts, li van oferir en dos oCasoions una plaça com a professor en aquesta institució, ofertes que Borrell va rebutjar.
La seva labor en l'acadèmia que va fundar va ser igualment significativa que la seva pròpia producció artística. Encara que l'acadèmia va atreure futurs escultors, arquitectes, dibuixants i gravadors, el seu enfocament primordial era l'ensenyament de la pintura. Va començar situada en la plaça de Santa Llúcia, després es va traslladar al carrer del Bisbe, ocupant l'edifici actual de la plaça de Garriga-Bachs. L'octubre de 1878, es va traslladar a la Casoa del carrer Paradís, n.º10, que actualment alberga el Centre Excursionista de Catalunya. Des d'aquest lloc, on l'acadèmia va aconseguir el seu període més destacat, es va traslladar per última vegada l'octubre de 1902 al carrer Aragó, 235. L'últim local de l'acadèmia es trobava al carrer Palma de Sant Just, n.º1, des de l'1 de maig de 1907 fins al seu tancament en 1912, poc després de la defunció de Salvador Borrell i Pla.
L'acadèmia de Pere Borrell del Caso va atreure una sèrie notable d'alumnes al llarg de la seva història. Entre els destacats de les primeres promocions es trobaven Romà Ribera, Joan Ferrer i Miró i, posteriorment, Francesc Galofré i Oller, els qui, en unes certes oCasoions, van desviar els seus enfocaments cap a l'anecdotisme, allunyant-se de l'orientació de Borrell. Galofré es va destacar en la pintura històrica. Durant aquest període també va ser present l'escriptor i orfebre Artur Masriera.
Les generacions següents van incloure figures notables com Adrià Gual, Josep Maria Sert i Ricard Canals. Més endavant, una promoció especialment homogènia, liderada pel litògraf Ramón Riera Moliner, es va unir en defensa del realisme enfront de les tendències modernistes des de la taverna El Rovell de l'Ou. Entre els membres destacats es trobaven Marià Pidelaserra, Xavier Nogués, Pere Ysern, Gaietà Cornet, Emili Fontbona, així com els fills de Borrell, Ramon i Juli.
Malgrat haver format a notables seguidors del Modernisme, com Adrià Gual, l'acadèmia de Borrell va ser objecte de crítiques per part de defensors modernistes en els últims anys del segle. No obstant això, Gual sempre va elogiar el mètode i la personalitat del veterà mestre.
Desafortunadament, un atac d'apoplexia en 1900 va obligar Borrell a renunciar a les seves activitats, passant la direcció de l'acadèmia als seus fills. Va morir a Barcelona el 16 de maig de 1910.

## Obres importants

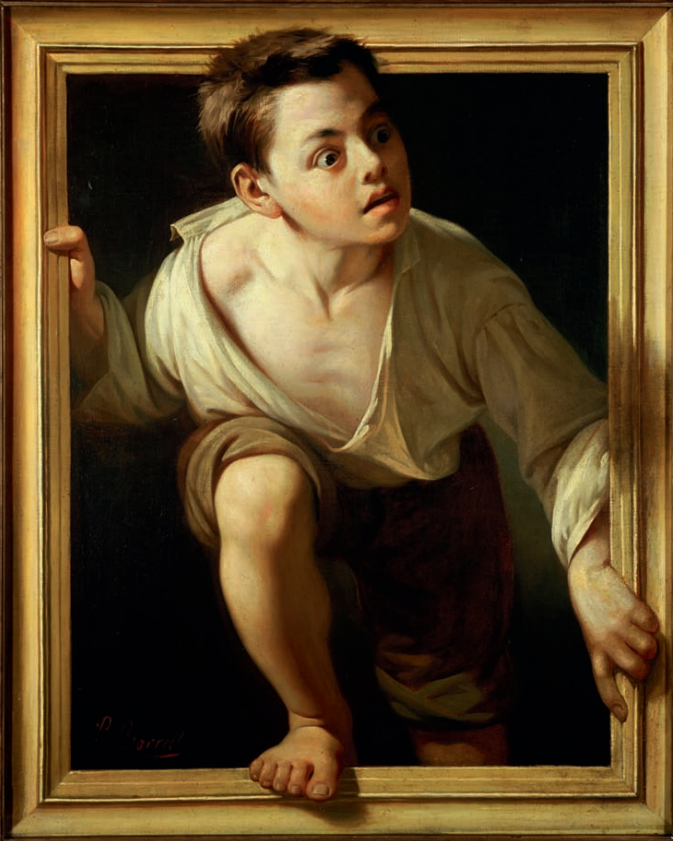
Fugint de la Crítica, 1874. Pere Borrell del Caso

La seva obra més important va ser Fugint de la Crítica. Fou utilitzada com a cartell anunciador de la "Història de l'Art Català" d'Edicions 62 (1983); aparegué a la coberta del llibre catàleg d'una important exposició, Five Centuries of Trompe l'Oeil Painting, celebrada a la National Gallery of Art de Washington DC, l'any 2003. De febrer a març del 2010, va servir per a il·lustrar el cartell i el catàleg de l'exposició sobre l'art del trompe-l'oeil amb el títol: Täuschend echt al Bucerius Kunst Forum d'Hamburg.
Altres obres destacades van ser Portrait of a Girl, Dos niñas, Retrato de Julio Borrell, Retrato, Portrait of the Clausolles Family with Teresita, Bosque, Still life with figs and watermelon, Portrait of a Young Woman, Portrait of a Young Lady, Portrait of a girl (2), Sacred hearts of Jesus and Mary o Virgen dolorosa.

## Museus
A Catalunya, es poden trobar obres d'aquest artista al MNAC i també a la Biblioteca Museu Víctor Balaguer, per exemple el retrat de Lluís Cutchet i Font (1815 - 1892), entre d'altres.
Altres institucions que mantenen la seva obra són:
- Barcelona | Museu Marítim de Barcelona
- Barcelona | Museu Nacional d'Art de Catalunya
- Barcelona | Fundació Vila Casoas. Can Framis
- Girona | Museu d'Història de Girona
- Madrid | Colección del Banco de España
- Vilanova i la Geltrú | Biblioteca - Museu Víctor Balaguer